# 因子图
将一个具有多变量的全局函数因子分解，得到几个局部函数的乘积，以此为基础得到的一个双向图叫做因子图。在概率论及其应用中, 因子图是一个在贝叶斯推理中得到广泛应用的模型。

## 定义
因子图使用一种二模图 用来表示函数因式分解后的结果。设有函数 {\displaystyle g(X_{1},X_{2},\dots ,X_{n})},
{\displaystyle g(X_{1},X_{2},\dots ,X_{n})=\prod _{j=1}^{m}f_{j}(S_{j}),}
其中 {\displaystyle S_{j}\subseteq \{X_{1},X_{2},\dots ,X_{n}\}}, 其对应的因子图 {\displaystyle G=(X,F,E)} 包括变量节点{\displaystyle X=\{X_{1},X_{2},\dots ,X_{n}\}}, 因子节点 {\displaystyle F=\{f_{1},f_{2},\dots ,f_{m}\}}, 和边 {\displaystyle E}. 边通过下列因式分解结果得到: 在因子节点{\displaystyle f_{j}}和变量节点{\displaystyle X_{k}}之间存在边的充要条件是{\displaystyle X_{k}\in S_{j}}存在. 